# 1965年のAFL
1965年のAFLは、1970年にNFLと合併したAFLの6年目のシーズンである。
第6回AFLチャンピオンシップは、バッファロー・ビルズがサンディエゴ・チャージャーズを20対7で破り、チャンピオンに輝いた。

## 概要
AFLは8チームで構成され、2つの地区に分けられ、各チームはホーム・アンド・アウェーで他の7チームと対戦し、計14試合のシーズンを戦った。そして、各地区の1位（同率首位の場合はプレイオフで決定）がチャンピオンシップで戦い、AFLチャンピオンを決定した。

## 順位表
| 東地区                   |    |    |    |      |      |      |
| チーム                   | 勝 | 敗 | 分 | 率   | 得点 | 失点 |
| *バッファロー・ビルズ    | 10 | 3  | 1  | .769 | 313  | 226  |
| ニューヨーク・ジェッツ   | 5  | 8  | 1  | .385 | 285  | 303  |
| ボストン・ペイトリオッツ | 4  | 8  | 2  | .333 | 244  | 302  |
| ヒューストン・オイラーズ | 4  | 10 | 0  | .286 | 298  | 429  |

| 西地区                        |    |    |    |      |      |      |
| チーム                        | 勝 | 敗 | 分 | 率   | 得点 | 失点 |
| *サンディエゴ・チャージャーズ | 9  | 2  | 3  | .818 | 340  | 227  |
| オークランド・レイダース      | 8  | 5  | 1  | .615 | 298  | 239  |
| カンザスシティ・チーフス      | 7  | 5  | 2  | .583 | 322  | 285  |
| デンバー・ブロンコス          | 4  | 10 | 0  | .586 | 303  | 392  |

* — AFLチャンピオンシップゲームに進出

## プレイオフ
- AFLチャンピオンシップ（1965年12月26日、カリフォルニア州サンディエゴ バルボア・スタジアム）
  - バッファロー・ビルズ 23 - 0 サンディエゴ・チャージャーズ